# Archeolarca cavicola
Archeolarca cavicola är en spindeldjursart som beskrevs av William B. Muchmore 1981. Archeolarca cavicola ingår i släktet Archeolarca och familjen Larcidae. Inga underarter finns listade i Catalogue of Life.